# Isolador óptico
Isolador óptico, ou diodo óptico, é um componente óptico que possibilita a transmissão de luz em apenas uma direção. É normalmente utilizado para impedir realimentações indesejáveis em um oscilador óptico, tal como um laser. A operação do dispositivo depende do efeito Faraday (que por sua vez é produzido pelo efeito óptico-magnético), usado no componente principal, o rotator Faraday.

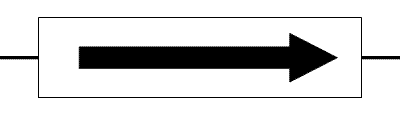
Figura 1: O símbolo de um circuito óptico para um isolador